# Gentiana subuniflora
Gentiana subuniflora är en gentianaväxtart som beskrevs av Marquand. Gentiana subuniflora ingår i släktet gentianor, och familjen gentianaväxter. Inga underarter finns listade i Catalogue of Life.